# Italienska kronorden
Italienska kronorden (italienska: Ordine della Corona d'Italia) var en italiensk orden instiftad i fem klasser den 20 februari 1868 av kung Viktor Emanuel II till minne av Italiens enande. Den har tilldelats italienska, såväl som utländska medborgare för framstående förtjänster för Italien. Italiens kung var ordens stormästare. Italiens kronorden utdelades officiellt så länge Italien var ett kungadöme och upphörde 1946. Efter övergången till republik ersattes orden av Republiken Italiens förtjänstorden. Utdelning fortsatte emellertid under Huset Savojen. År 1983 instiftade detta en ersättning, Savojens civila förtjänstorden (Ordine del Merito civile di Savoia), som delas ut av dynastins överhuvud.

## Grader
Italiens kronorden var indelad i fem grader:
- Storkorsriddare (Cavaliere di Gran Croce)
- Storofficer (Grande ufficiale)
- Kommendör (Commendatore)
- Officer (Ufficiale)
- Riddare (Cavaliere)

## Insignier

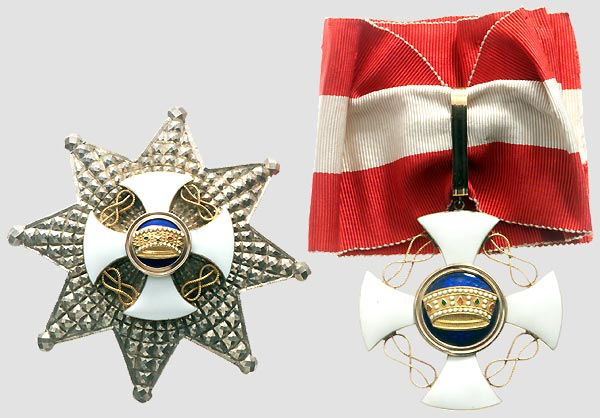
Ordensstjärna och ordenstecken för storofficer av Italienska kronorden.

Ordenstecknet för Italiens kronorden bestod av ett vitemaljerat kors med utböjda armar. I korsvinklarna var knutar placerade, en heraldisk symbol för Huset Savojen. Mittmedaljongen var blåemaljerad och bar Savojens krona i mitten. Baksidan av mittmedaljongen pryddes av en krönt örn med Savojens vapensköld på bröstet. Ordensstjärnan hade åtta grupper av taggar. Mittmedaljongen var här omgiven av en bård med inskriften «VICT. EMAN. II REX ITALIAE MDCCCLXVI». Baksidan av ordensstjärnan hade också den krönta örnen med vapenskölden placerad på toppen av mittmedaljongen. 
Ordensbandet var ljusrött med en vit rand i mitten, Savojens färger.

## Utdelning
Orden utdelades både för civila och militära insatser. Antalet utnämningar var begränsat i de fyra högsta graderna. Etter dessa begränsningarna kunde det högst utnämnas 60 innehavare av storkors, 150 storofficerer, 500 kommendörer och 2 000 officerare. Antalet utnämningar till riddargraden var obegränsat. 

## Svenska innehavare
- John Böttiger, Storofficer
- Axel Carlson, Kommendör
- Uno Ebrelius, Kommendör
- Einar Gjerstad, Kommendör
- Ernst Killander, Riddare
- Hilding Kjellman, Kommendör
- Henning von Krusenstierna, Storofficer
- Magnus Lagerberg, Riddare
- Finn Malmgren
- Björn Prytz, Kommendör
- Fredrik Ramel, Storkorsriddare
- Fabian Tamm, Storkorsriddare
- Johan Vising, Storofficer
- Arvid Genberg, Riddare
- Gustaf Halldén, Riddare